# Stanton Barrett
Stanton Thomas Barrett (Bishop, Califórnia, 1 de dezembro de 1972) é um piloto estadunidense de corridas automobilísticas. Correu na NASCAR (séries Nationwide Series e Sprint Cup), e em 2009 correu quatro provas na IndyCar Series.

## Carreira

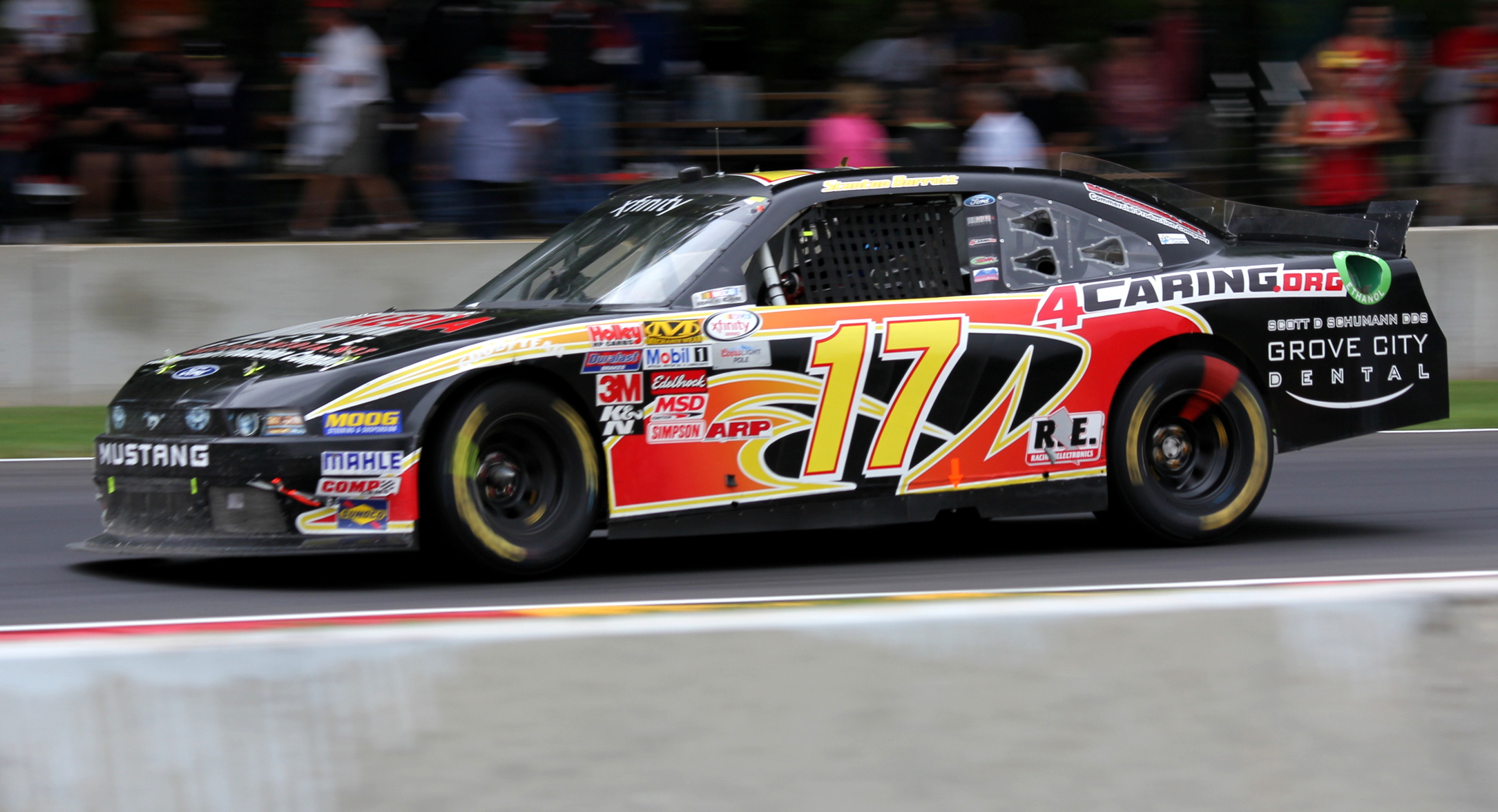
Carro de Barrett na NASCAR em 2015.

Após 17 anos seguidos na NASCAR (1992-2009), Barrett disputaria a temporada de 2009 da IndyCar Series pela equipe 3G Racing. 
Fracassou em tentar a classificação para as 500 Milhas de Indianápolis de 2009 e não conseguiu largar no GP de Milwaukee. Depois disso, foi afastado por insuficiência técnica pela 3G, que contratou Jaques Lazier para cinco provas e Richard Antinucci para outras cinco. 
Barrett retornaria em Motegi, onde terminou em décimo-nono lugar, mas cederia novamente seu cockpit a Lazier em Homestead. Em 2010, a 3G faria sua inscrição para tentar a vaga na Indy 500 e ele estaria sendo cogitado para classificar o time, que sem ter  encontrado outro piloto e ciente de que não conseguiria fazer algo na prova, retirou a inscrição e Barrett perderia novamente a chance de chegar ao grid de Indianápolis.

## Dublê nos cinemas
Além de piloto, Barrett exerce também a função de dublê em filmes de Hollywood, pilotando esqui, motocross e em snowmobile.

## Resultados

### IndyCar Series
| Ano  | Equipe  | 1      | 2      | 3       | 4       | 5       | 6   | 7   | 8   | 9   | 10  | 11  | 12  | 13  | 14  | 15  | 16     | 17  | Pos. | Pts |
| ---- | ------- | ------ | ------ | ------- | ------- | ------- | --- | --- | --- | --- | --- | --- | --- | --- | --- | --- | ------ | --- | ---- | --- |
| 2009 | Team 3G | STP 12 | LBH 17 | KAN Ret | IND DNQ | MIL DNS | TXS | IOW | RIR | WGL | TOR | EDM | KTY | MDO | SNM | CHI | MOT 19 | HMS | 29º  | 62  |